# Barrage (psychiatrie)
Pour les articles homonymes, voir Barrage (homonymie).
En psychiatrie, le barrage (thought blocking en anglais) est un symptôme de trouble de la pensée se manifestant par une interruption brutale d'un discours et du cours de la pensée. Il s'observe principalement dans la schizophrénie comme un symptôme désorganisé,.
Ce symptôme est à rapprocher du fading.